# آندره پروو (تنیس‌باز)
آندره پروو (فرانسوی: André Prévost‎؛ زاده ۲۶ مارس ۱۸۶۰ درگذشته ۱۵ فوریهٔ ۱۹۱۹) یک تنیس‌باز اهل فرانسه بود.